# نجمة خليل حبيب
نجمة خليل حبيب هي كاتبة فلسطينية حائزة على دكتوراه فلسفة من جامعة سيدني في أستراليا، كما حازت في وقتٍ ما على منحة المجلس الأسترالي الأعلى للفنون، وعلى جائزة جبران خليل جبران العالمية الصادرة عن رابطة إحياء التراث العربي في أستراليا، وعلى شهادة تقديرية من الاتحاد االعام لعمال فلسطين فرع أستراليا.
صدر لنجمة خليل حبيب عددٌ من الكتب والروايات لعلَّ أبرزها كتاب «رؤى النفي والعودة في الرواية العربية الفلسطينية» الذي صدر عام 2014، فضلًا عن كتاب «من أستراليا: وجوه أدبية معاصرة» الذي صدر عام 2006، ورواية «ربيع لم يزهر» عام 2003 وكذا رواية «والأبناء يضرسون» الذي صدر عام 2001 بالإضافة إلى أول أعمالها المشهورة وهو كتابٌ حمل عنوان «النموذج الإنساني في أدب غسان كنفاني» وكان قد صدر عام 1999.

## الحياة المُبكّرة والتعليم
وُلدت نجمة خليل حبيب في مدينة حيفا بفلسطين عام 1946 لأبوين من قرية كفربرعم قضاء صفد، لكنّها نشأت في ضواحي العاصمة اللبنانيّة بيروت ودرست في مدارسها وجامعاتها، كما بدأت الكتاب في سنّ مبكّرة في عددٍ من الصحف اللبنانيّة كالناصرية، الأداب والحوادث والمحرر، وكذا مجلّة رؤيتي السياسية.
عايشت نجمة خليل حبيب الحرب اللبنانية، ثمّ انطلقت في مشروعها الأدبي حينما سافرت إلى أستراليا حيثُ انخرطت في المشهد الثقافي العربي فعملت مديرة تحرير للفصلية الثقافية جسور وساهمت في معظم الصحف العربية الصادرة في أستراليا. حصلت نجمة خليل حبيب على ليسانس آداب من الجامعة العربية في بيروت عام 1970، كما نالت ماجستير تخصّص الآداب أيضًا من الجامعة اللبنانية في بيروت عام 1991، وسافرت نحو أستراليا حيث أقامت مع عائلتها هناك منذ 1991.

## المسيرة المهنيّة

### البداية
كتبت نجمة خليل حبيب الكثير من الدراسات النقدية والبحوث التي نُشرت في المجلات والدوريات الثقافية في أنحاء مختلفة من العالم كمثل: الكرمل (فلسطين)، الفصلية الثقافية جسور (أستراليا)، تَبيُّن (قطر)، دورية جامعة النجاح للبحث العلمي (نابلس)، مجلة الكلمة الاكترونية، إضافة إلى العديد من المقالات والقصص في الصحف المحلية والمواقع الإلكترونية، ولحبيب أيضًا بعض المساهمات باللغة الإنجليزية نُشرت في: جسور (بالإنجليزية: Joussour)‏ ونيبولا (بالإنجليزية: Nebula)‏ والمشرق (بالإنجليزية: AlMashreq)‏.
ساهمت في مجال القصّة والنقد والبحوث في الصحف العربية العاملة في أستراليا وفي المهاجر الأخرى، ثمّ عملت في وقتٍ ما مديرة تحرير مجلة جسور، كما عملت مديرة مكتب جريدة الحياة العربية في سيدني، وانتقلت لتشغل منصب مدرّسة للغة العربية وآدابها في جامعة سيدني. حازت نجمة على منحة المجلس الاعلى للفنون في نيوساوث ويلز لعام 2003 عن مؤلَّف بعنوان «وجوه أدبية إسترالية معاصِرة».
تُركّز نجمة حبيب في مشروعها الأدبي والأكاديمي على قيم الحق والخير والعدالة والحرية، كقضية فلسطين والمرأة والطفولة المنسحقَة في عالم الحروب والحرمان. كتبت نجمة عددًا من القصص في هذا الإطار لعلَّ أبرزها: ربيع لم يزهر، أمومة اخجلتنا، للمرأة في يومها العالمي كما تطرَّقت لهذه المواضيع في العديد من المقالات كمثل: صرخة غاضبة في يوم المراة العالمي، آمان طموحة للمرأة في يومها العالمي وغيرها.

### الإصدارات
نشرت نجمة خليل حبيب كتابها المشهور والمنشور الأول عام 1999 تحت عنوان «النموذج الإنساني في أدب غسان كنفاني» عن دار بيسان للنشر والتوزيع في 176 صفحة، وفيه عاكست نجمة السائد وهو اعتبار الباحثين والدارسين لأدب كنفاني أدبًا سياسيًا اكتسب قيمته من قيمة القضية التي يمثلها، لكنّ نجمة درست هذا الأدب وعالجتهُ من منظور إنساني باحثةً عن القضية الفلسطينيّة من هذا المنظور. ثاني أعمال الكاتبة الفلسطينيّة كانت روايةُ «والأبناء يضرسون» عن دار بيسان للنشر والتوزيع أيضًا في تشرين الثاني/نوفمبر 2001 في 160 صفحة، وفيه تناولت نجمة قصّة سيّدة كانت في طريقها لمقهى عام في المدينة، ثمّ تنتبه كيف هي حياتها المملة والرتيبة ثمّ تقرر في لحظة من الزمن إعادة عقارب الساعة إلى الوراء والخروج من هذه الملالة والضجر فتنطلقُ كمثل ما كانت تعتقدُ أنها يجبُ أن تفعل أيام المراهقة.
«ربيعٌ لم يُزهر» هو ثالث أعمال الكاتبة الفلسطينيّة وقد صدر هذه المرّة عن المركز العربي للأبحاث والتوثيق في تشرين الأول/أكتوبر من العام 2003 في 214 صفحة، وفيه – في العمل – انحازت نجمة كما تقول للبسطاء بكل ما في الكلمة من معنى، حيث تناولت قصّة مريم الأم المفتونة بوحيدها، ونعمان الشهيد الخجول من أفكاره التي تشوه بطولته، وكذا قصّة حنان الحائرة بين تمجيد بطولة والدها وإدانته، فضلًا عن قصّة عامر المشتت بين واجبه العائلي وطموحاته الوطنية. أضخمُ أعمال الكاتبة كان كتاب «من أستراليا وجوه أدبية معاصرة» الذي صدر عن الدار العربية للعلوم ناشرون عام 2006 في 430 صفحة. انتقلت نجمة خليل حبيب في من دراسة أدب غسان كنفاني إلى دراسة الأدب العالَمي وتحديدًا الأدب الأسترالي حيث قدَّمت في هذا الكتاب – كما جاء في العنوان – أبرز الوجوه الأدبيّة المعاصِرة في قارة أستراليا التي استقرَّت فيها الكاتبة منذ زمن.
صدر للكاتبة عام 2014 كتابٌ آخرٌ هو «رؤى النفي والعودة في الرواية العربية الفلسطينية» في قسم الصراع الفلسطيني الإسرائيلي وتحرير القدس وفلسطين عن المؤسسة العربية للدراسات والنشر في 376 صفحة. في هذا الكتاب قدَّمت نجمة خليل حبيب دراسة تبحث في رؤى النفي والعودة في الرواية العربية الفلسطينية، والتي اتخذت نماذجها من بيئات شتاتية مختلفة وانتماءات فكرية متعددة، ليتبين لها أنَّ الفلسطينين على اختلاف مذاهبهم الأيديولوجية والثقافية والاجتماعية – وسواءً كانوا في الشتات أو الداخل أو تحت الإحتلال – كلهم يعتبرون وضعهم مؤقتًا. أكّدت نجمة في هذا الكتاب – الذي اعتُبر من قبل بعض النقاد دراسة محكَمة – وجود إيمان قاطع بحق كل الفلسطينيين باسترجاع البيت والحقل والقرية والمدنية التي سُلبت منهم في كلا الاحتلالين. قسَّمت نجمة هذا الكتاب – أو الدراسة – إلى ستة فصول تبحثُ في الرؤيات المختلفة لموضوعي النفي والعودة، فناقشت في الفصل الأول ما سمّتهُ الرؤية التحريضية المقاومة في أدب غسان كنفاني بينما تحدثت في الفصل الثاني عن الرؤية المستقبلية الرسولية في أدب جبرا إبراهيم جبرا في حين ركّزت في الفصل الثالث على رؤية تستنطقُ الهوية وخصَّصت الفصل الرابع لرؤية مجتمعية تثويرية بينما جاء الفصل الخامس متحدثًا عن رؤية مؤسساتية ليحيى يخلف واستهدفَ الفصل السادس خاصية التجربة القتاليّة.
تعاونت نجمة مع الدار العربية للعلوم ناشرون من جديد لنشر كتابها الذي حمل عنوان «قراءات نقدية في الشعر والرواية» والذي صدر عام 2017 في 421 صفحة، وقدَّمت فيه حصيلة تجربة طويلة في الميدان النقدي القائم على المقارنة والموازنة والمناقشة والتصويب. ضمَّ الكتاب مجموعة من الرؤُّى والدِّراسات في مجالات النَّصِّ الأدبيِّ العربيِّ، كما استعرصت فيه الكاتبة منتخباتٍ ومختارات من أعمال الشِّعر ونصوص السَّرد. ركّزت نجمة في هذا الكتاب على القراءة النقديّة لبعض الأعمال الشعريّة وبعض الأعمال في الرواية والقصة والسيرة الذاتية، وكذا بعض الأعمال في في الفكر والمجتمع. آخر أعمال الكاتبة الفلسطينيّة صدر عن نفس الدار تحت عنوان «جدتي تفقد الحلم وقصص أخرى عام 2018 في 190 صفحة. منحت نجمة في هذا الكتاب دور البطولة إلى «الجدة»، وركّزت فيه على موضوع الأحلام كما تحدثت عمّا وصفتهُ بالذاكرة العشوائية، فاستعادت زمن النهوض الفلسطيني في الأدب مع محمود درويش وزمن الثورة مع أبو عمار وآخرون، فضلًا عن زمن النكوص كما سمّته قاصدةً بذلك الإشتباكات بين حركتي فتح وحماس ومجزرة في بيت حانون، وكذا اجتياح بيروت، وحرب الميلشيات، وغيرها. تروى نجمة في القسم الثالث من الكتاب عن هموم الكاتب والكتابة وتجربة المؤلِّفة الصحافية وذكريات مع من تصفهم بأصدقاء الأمس، فيما جاء القسم الرابع والأخير في المجموعة بعنوان «وجدانيات»، وتتبع فيه الكاتبة أسلوب (القصة القصيدة). حيث تصبح الشخصية البطلة في كل قصيدة هي الراوي وهي الأداة البنائية المركزية في القصيدة.

## قائمة أعمالها
هذه قائمةٌ بأبرز أعمال الكاتبة الفلسطينيّة نجمة خليل حبيب:
- رؤى النفي والعودة في الرواية العربية الفلسطينية (2014)
- من أستراليا وجوه أدبية معاصرة (2006)
- ربيع لم يزهر (2003)
- والأبناء يضرسون (2001)
- النموذج الإنساني في أدب غسان كنفاني (1999)